# Баукер, Джуди
Джуди Баукер (англ. Judi Bowker; род. 1954) — английская актриса кино, телевидения и театра. Наиболее известна по главной роли в британском сериале «Приключения Чёрного Красавчика», шедшем на местном ТВ с 1972 по 1974 годы и созданном на основе литературного произведения Анны Сьюэлл, а также фильму Франко Дзеффирелли «Брат Солнце, сестра Луна».

## Биография
Родилась в Шоуфорде 6 апреля 1954 года. Когда Джуди было всего два года, её семья переехала в Замбию, затем в британскую колонию, известную как Британская Родезия, где они пробыли восемь лет. В течение этого времени девушка обучалась живописи, конному спорту и балету. По возвращении на родину она твёрдо приняла решения добиться успеха в актёрстве.
В профессии дебютировала в 1972 году.
Замужем за актёром, режиссёром и драматургом Гарри Мичером.

## Фильмография
- Брат Солнце, сестра Луна (1972)  — Клара
- Приключения Чёрного Красавчика (1972 / 74) —  Вики Гордон
- Доктор Джекилл и Мистер Хайд (1973) — Тапенни
- Пьеса дня (1975) —  Эмма Элкинсон
- В доме Бреде (1975) —  Джоанна
- Хиндл просыпается (1975) —  Беатрис Фаррар
- Дракула (1975) —  Мина
- К востоку от Слоновьей скалы (1978) —  Ева Праудфут
- Принцесса на горошине (1979) —  принцесса
- Битва титанов (1981) — Андромеда
- Непридуманные истории (1981) —  Энн
- Уилфред и Эйлин (1981) —  Эйлин
- Маленькая мисс Перкинс (1982) —  Энн Перкинс
- Остров Эллис (1984) —  Джорджиана
- На охоте (1984) —  Оливия
- Анна Каренина (1985) —  Китти
- Грехи (1986) —  Натали
- Потусторонний мир (1987) —  Дженнифер Крэнли
- Мгновенное действие (1988) —  Тесса
- Освобождение (1994) —  мисс Стивенсон
- 10 арен   Марвуда (2011) —  Амелия
- Сказки Альбиона (2014) —  мать Рианнон
- Праздник Варанаси (2016) —  Агата